# Homaspis varicolor
Homaspis varicolor är en stekelart som först beskrevs av Thomson 1894.  Homaspis varicolor ingår i släktet Homaspis och familjen brokparasitsteklar. Inga underarter finns listade i Catalogue of Life.